# Bhavnagar (stato)
Lo Stato di Bhavnagar fu uno stato principesco del subcontinente indiano, avente per capitale la città di Bhavnagar.

## Storia
Lo Stato precedente alla fondazione del Bhavanagar era il Sejakpur che era stato creato nel 1194. Ad ogni modo nel 1723 la città di Bhavnagar venne fondata e con essa uno Stato territoriale. Nel 1807 lo Stato di Bhavnagar divenne un protettorato britannico.
Il palazzo di Nilambag era la residenza dei regnanti di Bhavnagar ed è oggi un lussuoso hotel.
Il suo ultimo governante siglò l'ingresso nell'Unione Indiana il 15 febbraio 1948.

## Governanti
Lo Stato di Bhavnagar venne governanto dai Rajputs appartenenti alla dinastia Gohil.

### Thakur Sahib
- 1723 - 1764 Bhavsinhji I Ratanji (n. 1683 - m. 1764)
- 1764 - 1772 Akherajji III Bhavsimhji  (n. 1714 - m. 1772)
- 1772 - 1816 Wakhatsimhji Akherajji   (n. 1748 - m. 1816)
- 1816 - 1852 Wajesimhji Wakhatsimhji  (n. 1780 - m. 1852)
- 1852 - 1854 Akherajji IV Bhavsimhji  (n. 1817 - m. 1854)
- 1854 - 11 aprile 1870 Jashwantsimhji Bhavsimhji   (n. 1827 - m. 1870) (dal 24 maggio 1866, Sir Jashwantsimhji Bhavsimhji)
- 11 aprile 1870 - 29 gennaio 1896 Takhtsinhji Jashwantsimhji  (n. 1858 - m. 1896) (dal 24 maggio 1881, Sir Takhatsimhji Jashwantsimhji)
  - 11 aprile 1870 - marzo 1877 Azam Gavarishankar   (n. 1805 - m. 1891) Udayashankar - reggente
- 29 gennaio 1896 - 1 gennaio 1918 Bhavsinhji II Takhatsimhji   (n. 1875 - m. 1919) (dal 24 giugno 1904, Bhavsimhji II Takhatsimhji)

### Maharaja Rao
- 1 gennaio 1918 - 16 luglio 1919 Bhavsinhji II Takhatsimhji
- 16 luglio 1919 - 15 agosto 1947 Krishna Kumarsinhji Bhavsinhji (n. 1912 - m. 1965) (dal 9 giugno 1938, Sir Krishna Kumarsinhji Bhavsinhji)
  - 16 luglio 1919 - 18 aprile 1931 Sir Pattani Prabhashankar   (n. 1862 - m. 1938) Dalpatram - reggente

#### Dewan (primi ministri)
- 1846 - 1879 Azam Gaurishankar Udayashankar
- 1902 - 1937 Sir Pattani Prabhashankar
- 1937 - gennaio 1948  Anantrai Prabhashankar Pattani